# Mycetophila confusa
Mycetophila confusa är en tvåvingeart som beskrevs av Dziedzicki 1884. Mycetophila confusa ingår i släktet Mycetophila och familjen svampmyggor. Arten är reproducerande i Sverige. Inga underarter finns listade i Catalogue of Life.